# Sottogioco
In teoria dei giochi, dato un gioco descritto in forma estesa, si definisce sottogioco una qualsiasi parte dell'albero del gioco che soddisfi i seguenti criteri:
1. Ha un singolo nodo iniziale, che è l'unico membro dell'insieme informativo cui appartiene (vale a dire, l'insieme informativo che lo contiene è un singoletto).
2. Contiene tutti i nodi che sono successori del nodo iniziale.
3. Contiene tutti i nodi che sono successori di qualsiasi nodo che esso contenga.
4. Se un nodo di un particolare insieme informativo appartiene al sottogioco, allora tutti i nodi di quell'insieme informativo appartengono al sottogioco.

Si tratta di una nozione utilizzata nel concetto di soluzione detto equilibrio di Nash perfetto nei sottogiochi, un raffinamento dell'equilibrio di Nash che elimina le minacce non credibili.
L'elemento chiave di un sottogioco è che, se considerato in modo isolato rispetto al gioco di cui è parte, costituisce un gioco a sé stante.